# West Livingston
West Livingston és una concentració de població designada pel cens dels Estats Units a l'estat de Texas. Segons el cens del 2000 tenia 6.612 habitants.

## Demografia
Segons el cens del 2000, West Livingston tenia 6.612 habitants, 1.494 habitatges, i 1.087 famílies. La densitat de població era de 106,6 habitants per km².
Dels 1.494 habitatges en un 28,5% hi vivien nens de menys de 18 anys, en un 59,3% hi vivien parelles casades, en un 10,8% dones solteres, i en un 27,2% no eren unitats familiars. En el 23,4% dels habitatges hi vivien persones soles el 10,3% de les quals corresponia a persones de 65 anys o més que vivien soles. El nombre mitjà de persones vivint en cada habitatge era de 2,49 i el nombre mitjà de persones que vivien en cada família era de 2,91.
Per edats la població es repartia de la següent manera: un 13,5% tenia menys de 18 anys, un 13% entre 18 i 24, un 42,6% entre 25 i 44, un 20,1% de 45 a 60 i un 10,8% 65 anys o més.
L'edat mediana era de 34 anys. Per cada 100 dones de 18 o més anys hi havia 289,4 homes.
La renda mediana per habitatge era de 26.732 $ i la renda mediana per família de 29.122 $. Els homes tenien una renda mediana de 28.854 $ mentre que les dones 21.625 $. La renda per capita de la població era d'11.160 $. Aproximadament el 16,1% de les famílies i el 19,2% de la població estaven per davall del llindar de pobresa.

## Poblacions més properes
El següent diagrama mostra les poblacions més properes.